# 漢密爾頓角 (愛達荷州)
漢密爾頓角（英語：Hamilton Corner）是位於美國愛達荷州佩埃特縣的一個非建制地區。該地的面積和人口皆未知。

## 地理
漢密爾頓角的座標為43°47′10″N 116°46′21″W / 43.78611°N 116.77250°W，而該地的平均海拔高度為690米（即2280英尺）。